# Porcko
Les porckos (aussi appelés hyperporcs) sont des êtres du cycle de fiction des Inhibiteurs d’Alastair Reynolds.
Ce sont des hybrides de porcs et d’humains. Leurs origines restent obscures, et donnent lieu à au moins deux hypothèses : ils seraient le résultat de manipulations génétiques visant à rendre des porcs compatibles avec les hommes pour fournir des organes à des fins de transplantation, ou une tentative pour créer une race servile dotée d’intelligence et de cognition. Abandonnée par les hommes, l’espèce a évolué et formé plusieurs groupes dotés de capacités différentes.

## Principaux porckos
- Lorant : cuisinier dans La Cité du gouffre, vient à l’aide de Tanner Mirabel
- Scorpio
- Blood
- Lasher